# 21364 Lingpan
21364 Lingpan (1997 HS12) là một tiểu hành tinh vành đai chính được phát hiện ngày 30 tháng 4 năm 1997 bởi Nhóm nghiên cứu tiểu hành tinh gần Trái Đất phòng thí nghiệm Lincoln ở Socorro.